# Puerto de Tarna
El puerto de Tarna es un paso de montaña que alcanza una cota máxima de 1492 m s. n. m. Une las provincias de León y Asturias (España) a través de las carreteras CL-635 (vertiente leonesa) y AS-117 (vertiente asturiana), atravesando de S a NE la cordillera Cantábrica. Toma su nombre del pueblo de Tarna junto al cual se sitúa.

## Localización
Su inicio se localiza en la localidad de Acebedo (provincia de León) a 1160 m s. n. m., por las carreteras LE-331 y AS-117, alcanza su máxima cota a 1492 m s. n. m., exactamente en el punto 43°05′06″N 5°13′06″O / 43.08500, -5.21833, para culminar en la villa asturiana de Bezanes, en el concejo de Caso, a 660 m s. n. m., tras recorrer 29,7 km.

## Descripción de la ruta
La parte leonesa del puerto es la más suave, representa el ascenso desde la meseta a la cordillera Cantábrica y salva un desnivel de 332 m. Partiendo de Acebedo y pasando por La Uña durante 12,5 km.
La parte asturiana es mucho más sinuosa, pues supone el ascenso desde casi el nivel del mar hasta lo alto de la cordillera, y plagada de curvas de herradura y rampas de importante desnivel. Teniendo en cuenta que el alto del puerto se suele considerar el límite de provincia, salva un desnivel de 835 m, partiendo de Bezanes y pasando por La Foz, Pendones y Tarna durante 17,2 km.

## Características
Tarna es uno de los puertos de montaña más elevados de la Cordillera Cantábrica, su vertiente asturiana discurre junto al espacio protegido del parque natural de Redes, en un entorno de una gran riqueza de fauna y flora, además de miradores naturales de gran belleza paisajística. Desde su cima se puede observar asimismo el entorno natural de la cordillera Cantábrica, en las cumbres más elevadas de este macizo. Desde su carretera parten diversas pistas y caminos forestales hacia estas elevaciones, convirtiendo la visita mucho más sencilla a cotas casi inaccesibles de otra forma. Su mirador principal: el del alto del puerto, situado en el límite provincial, con una vista impresionante. También en las inmediaciones del límite entre provincias se accede por una pista otro mirador, con unas vistas privilegiadas de los Picos de Europa.

## Flora y fauna
Al estar la vertiente asturiana incluida dentro del parque natural de Redes, la fauna en torno al puerto de Tarna es rica, y en algunos casos, en especies en claro peligro de extinción, como el oso pardo, del que quedan las últimas unidades en la cordillera Cantábrica y el urogallo, también característico de la misma, pero los animales más característicos por estos montes son el corzo, el venado, el jabalí, la ardilla, el zorro y el lobo. Entre las aves destacar el buitre leonado, el águila real y la perdiz, además de muchas otras especies animales de menor tamaño, roedores y reptiles.
Por el mismo motivo, la flora del entorno es también rica en especies arbóreas como enebro, abedul, haya y roble albar, así como algún pinar de repoblación ; matorrales como escobales, piornales y brezales, así como plantas y hierbas como el cardal, stellaria, calluna y helecho. El monte bajo también es rico en pastizales.

## Curiosidades
- Al ser uno de los puertos más duros y espectaculares de la geografía española, y muy apreciado por los cicloturistas, Tarna se ha subido en distintas ediciones de la Vuelta Ciclista a España.